# 家族を想うとき
『家族を想うとき』（かぞくをおもうとき、Sorry We Missed You）は、2019年のイギリス・フランス・ベルギーのドラマ映画。監督はケン・ローチ、脚本はポール・ラヴァーティ、出演はクリス・ヒッチェンとデビー・ハニーウッドなど。ワールド・プレミアは2019年5月16日に第72回カンヌ国際映画祭のコンペティション部門で行われ、パルム・ドールを争った。日本では2019年12月13日に公開された。 
原題の「Sorry We Missed You」とは「ご不在につき失礼」といった宅配事業者の不在届を意味しており、主人公リッキーの日常業務から取られている。リッキーのような英国におけるゼロ時間契約労働者の厳しい現状を描いた映画である。新自由主義経済において搾取される労働者の窮状とそれによる家族に生じる歪を描いている。

## ストーリー
元建築労働者のリッキーは、英国ニューカッスルのアポンタインに住むゼロ時間契約の配達ドライバーで、彼の妻アビーは訪問介護に従事している。リッキーは元々、正社員を希望していたが、個人事業主として宅配事業者と契約をせざるを得なかった。 リッキーと宅配会社との雇用契約はゼロ時間契約と呼ばれるものであり、宅配事業を行う際に必要となる車両費等はリッキーが負担しなければならない。毎日厳しいノルマが課される。配送用バンを購入するために、妻の車を売却した。さらに、あくまで個人事業主扱いになるために、病気になっても保険はない。休みも取れない。すべてのリスクは個人事業主であるリッキーに帰属してしまう。ゼロ時間契約で働くうちに、リッキーの借金は膨れ上がり、彼の家族を取り巻く環境は悲惨な状況になっていく。

## キャスト
- リッキー(父) - クリス・ヒッチェン (Kris Hitchen)
- アビー(母) - デビー・ハニーウッド (Debbie Honeywood)
- セブ(長男) - リス・ストーン (Rhys Stone)
- ライザ(長女) - ケイティ・プロクター (Katie Proctor)
- マロニー(監督者) - ロス・ブリュースター (Ross Brewster)

## 作品の評価
Rotten Tomatoesによれば、批評家の一致した見解は「『家族を想うとき』は正義感に満ちた教訓的な傾向があると感じる人もいるかもしれないが、ケン・ローチ監督の情熱的なアプローチは今回も期待通りに心に残る。」であり、154件の評論のうち高評価は88%にあたる135件で、平均点は10点満点中7.8点となっている。
Metacriticによれば、29件の評論のうち、高評価は27件、賛否混在は2件、低評価はなく、平均点は100点満点中82点となっている。